# Let Delta Airlines 79
Let Air Delta Airlines 79 byl pravidelný sezónní let společnosti Delta Air Lines z Letiště Václava Havla (PRG) na Letiště Johna F. Kennedyho (JFK) v New Yorku. Na lince byl nasazen Boeing 767-300ER imatrikulace N175DN, který byl v době letu 33 let starý.
V pátek 1. září 2023 ve 12:33, krátce po startu z ruzyňského letiště ze vzletové a přistávací dráhy 24, došlo k závadě pravého motoru; to bylo možná způsobeno střetem letadla s ptactvem (tzv. bird strike) a nebo pouhým opotřebením a stářím materiálu. Problémy naznačoval i hustý černý dým vycházející z motoru.[zdroj?]
Kapitán vyhlásil nouzi a po 20 minutách přistál s letounem zpátky na dráhu 24. Po přistání vyčkal na dráze na příjezd hasičů letiště Praha a záchranných složek, po cca 35 minutách odrolovalo letadlo za asistence hasičů z hlavní dráhy, díky čemuž byl obnoven provoz. Cestující nemuseli být evakuováni a odešli standardní cestou. V pohotovosti byli i hasiči ze šesti stanic z Prahy a Středočeského kraje.
Došlo k odklonění celkem tří letů: EK 139, LH 1690 a FI 536. Všechny tyto lety byly odkloněny do Drážďan (DRS). Po dotankování pokračovaly zpět na pražské letiště.

## Oprava, odlet
Dne 3. září 2023, krátce před 9:45 přistál v Praze nákladní Boeing 747-412(BCF) společnosti National Airlines (imatrikulace: N702CA). Dovezl náhradní motor z letiště Atlanta (ATL) v USA. 5. září 2023 v 8:44 odletělo letadlo zpátky na JFK v New Yorku pod číslem letu DL9961.[zdroj?]

## Galerie

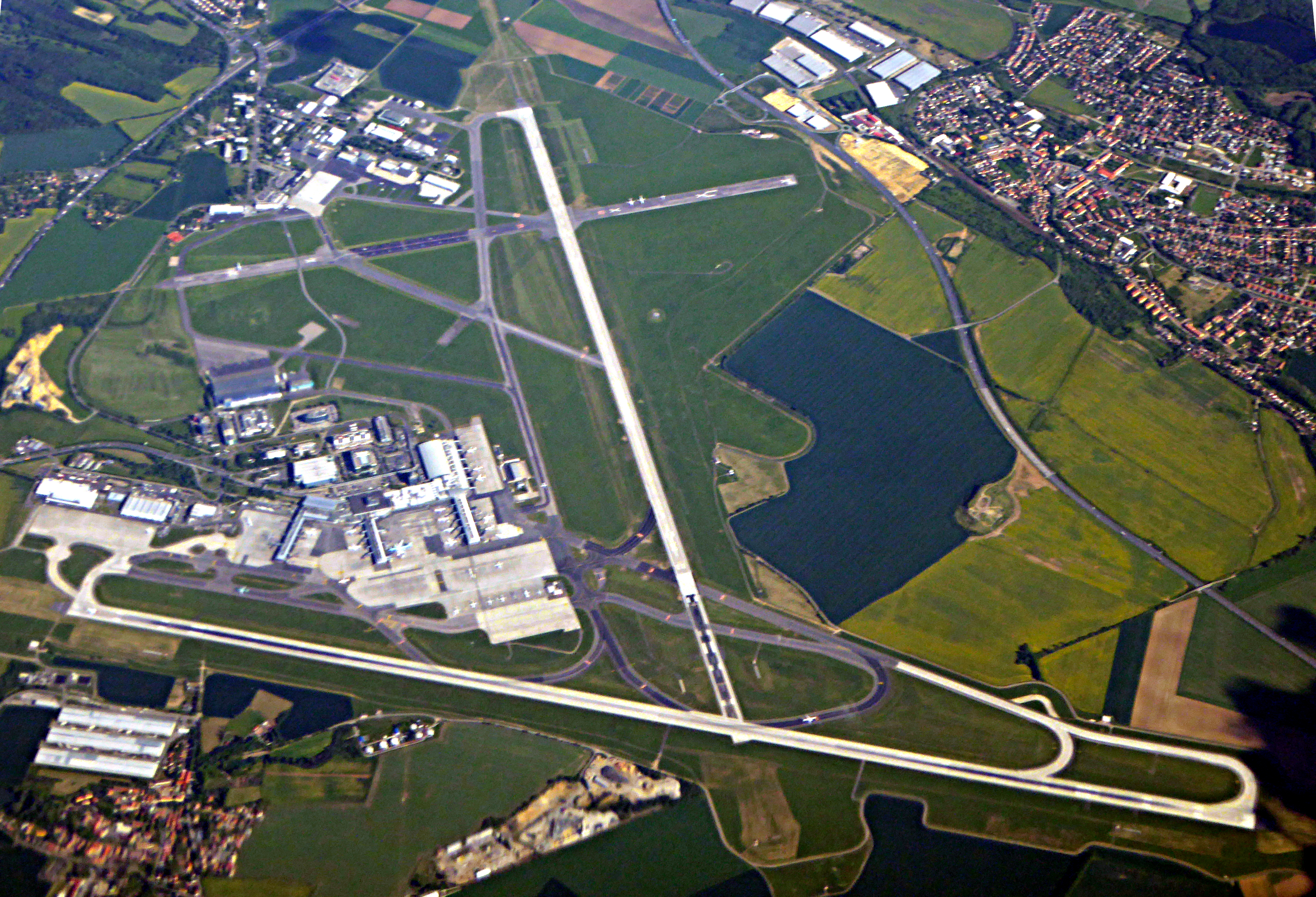
Mezinárodní letiště Václava Havla – pohled na dráhový systém
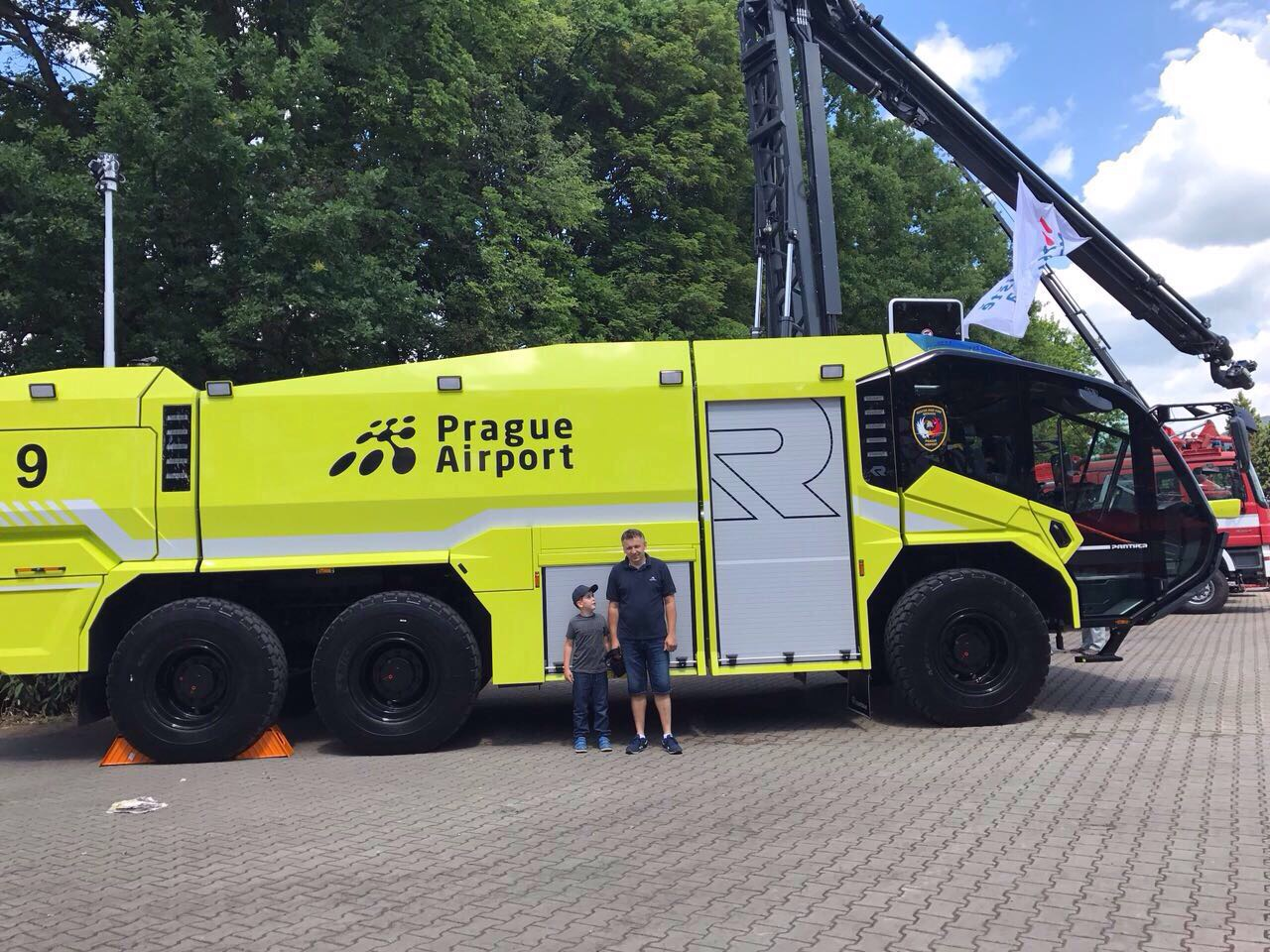
Letištní hasičské vozidlo přezdívané Panter